# Lucid Interval
Lucid Interval – trzeci album studyjny amerykańskiej grupy muzycznej Cephalic Carnage.
Wydawnictwo ukazało się 20 sierpnia 2002 roku nakładem wytwórni muzycznej Relapse Records.

## Lista utworów
Opracowano na podstawie materiału źródłowego.
1. "Scolopendra Cingulata" - 01:34
2. "Fortuitous Oddity" - 00:44
3. "Anthro Emesis" - 06:20
4. "The Isle of California" - 01:21
5. "Pseudo" - 05:55
6. "Friend of Mine" - 00:08
7. "Rebellion" - 03:55
8. "Zuno Gyakusatsu" - 00:52
9. "Black Metal Sabbath" - 06:14
10. "Cannabism" - 00:45
11. "Lucid Interval" - 04:10
12. "Misguided" - 00:56
13. "Redundant" - 02:44
14. "Arsonist Savior" - 21:16

## Twórcy
Opracowano na podstawie materiału źródłowego.
- John - perkusja
- Leonard - śpiew
- Steve - gitara
- Zac - gitara
- Jawsh - śpiew, gitara basowa
- Steve Sundberg - mastering